# Sébastien Jeanneret
Sébastien Jeanneret (Le Locle, 12 december 1973) is een Zwitsers voormalig voetballer die speelde als verdediger.

## Carrière
Jeanneret maakte zijn profdebuut bij de Zwitsers ploeg Chaux-de-Fonds, in 1993 tekent hij een contract bij Neuchâtel Xamax waarbij hij vijf seizoenen blijft spelen tot in 1998. Want dan tekent hij bij Servette waarmee hij in 1999 landskampioen werd, na drie seizoenen vertrekt hij ook hier en tekent bij FC Zürich, in 2003 besluit hij te stoppen met profvoetbal.
In 1996 maakte hij zijn debuut voor Zwitserland, hij speelde in totaal 18 interlands en nam deel aan het EK 1996 in Engeland.

## Erelijst
- Servette
  - Landskampioen: 1999